# 茶忠旺
茶忠旺（1965年—），云南巍山人，彝族，中华人民共和国政治人物、第十一届全国人民代表大会云南地区代表。
毕业于中央党校函授学院经济学专业，是中共党员。曾担任中共巍山县委常委、副书记，中共漾濞县委书记，中共大理州政法委书记、预备役师副政委、预备役二团第一政委等职务。2008年起担任全国人大代表2011年，出任云南警官学院副院长。2016年出任中共迪庆州委副书记。2022年出任云南省司法厅厅长，后兼任云南省司法厅党委书记。
2025年5月6日，茶忠旺涉嫌严重违纪违法，主动投案，接受云南省纪委监委纪律审查和监察调查。